# Jacopo Mazzoni
Jacopo Mazzoni (latinizado como Jacobus Mazzonius; Cesena, 27 de novembro de 1548 – Cesena, 10 de abril de 1598) foi um filósofo italiano, professor em Pisa e amigo de Galileu Galilei. Seu primeiro nome é algumas vezes dado como "Giacomo".

## Biografia
Giacopo (Jacopo) Mazzoni nasceu em Cesena, Itália em 1548. Educado em Bolonha em hebraico, grego, latim, retórica e poética, Mazzoni frequentou depois a Universidade de Pádua em 1563, onde estudou filosofia e jurisprudência.
Um dos sábios mais eminentes do período, Mazzoni teria uma excelente memória, o que o tornou hábil em relembrar passagens de Dante Alighieri, Lucrécio, Virgílio e outros em seus debates regulares com figuras públicas de destaque. Destacou-se em concursos de memória, que ele rotineiramente ganhava. Diz-se que ele teve a distinção de vencer três vezes o Admirável Crichton em dialética.
Mais tarde, Mazzoni lecionou nas universidades de Roma, Paris e Cesena, e foi parcialmente responsável pelo estabelecimento da Accademia della Crusca.
Foi uma autoridade em línguas antigas e filologia, e deu um grande impulso ao estudo científico da língua italiana.

## Publicações (Selecionadas)
- Jacopo Mazzoni, Discorso de' dittongi, Cesena, appresso Bartolomeo Raverio, 1572.
- Jacopo Mazzoni, Discorso in difesa della Comedia del divino. poeta contro il discorso di Ridolfo Castravilla, Cesena, per Bartolomeo Rauerij, 1573.
- (LA) Jacopo Mazzoni, De triplici hominum vita, activa nempè, contemplativa, et religiosa methodi tres, quaestionibus quinque millibus, centum et nonagintaseptem distinctae. In quibus omnes Platonis, et Aristotelis, multae vero aliorum Graecorum, Arabum et Latinorum in universo scientiarum orbe discordiae componuntur, Caesenae, Rauerius, 1576.
- (LA) De triplici hominum vita, activa nempe, contemplativa, et religiosa methodi tres, Cesena, Bartolomeo Raverio, 1577.[4]
- Jacopo Mazzoni, Della difesa della Comedia di Dante. Distinta in sette libri, vol. 1, Cesena, appresso Bartolomeo Rauerij, 1587. (inclui os três primeiros livros)
- Jacopo Mazzoni, Della difesa della Comedia di Dante. Distinta in sette libri, vol. 2, Cesena, Verdoni, 1688. (inclui os quatro livros restantes)
- Discorso intorno alla Risposta e alle Opposizioni fattegli dal sig. Francesco Patricio, pertenente alla storia del poema Dafni, o Litiersa di Sositeo poeta della Pleiade, Cesena nel 1587, B. Raverio.
- Jacopo Mazzoni, Ragioni delle cose dette, e d'alcune autorità citate da Iacopo Mazzoni nel Discorso della storia del poema Dafni, o Litiersa di Sositeo, Cesena, per Bartolomeo Rauerij, 1587.
- (LA) Jacopo Mazzoni, In universam Platonis et Aristotelis philosophiam praeludia, Venetiis, Guerilius, 1597.